# Elecciones subnacionales de Bolivia de 2015
Las elecciones subnacionales de Bolivia de 2015 se llevaron a cabo el 29 de marzo. Las autoridades departamentales y municipales fueron elegidas por un universo de alrededor de 6 millones de votantes. Entre los cargos a elegir se encontraban:
- Gobernadores de los nueve departamentos de Bolivia.
- Miembros de las Asambleas Legislativas Departamentales en cada uno de ellos; 23 asientos en dichas asambleas representan a las comunidades indígenas, y han sido seleccionados por usos y costumbres en las semanas previas a la elección.
- Alcaldes y concejales en las 339 municipalidades.[3]
- Subgobernadores provinciales y corregidores municipales (autoridades ejecutivas) en Beni.
- Ejecutivos seccionales de desarrollo del Departamento de Tarija.
- Los nueve miembros de la Asamblea Regional en la región autónoma de Gran Chaco.[4]

Casi todos los cargos a elegir, excepto los gobernadores y alcaldes, incluían simultáneamente un suplente del mismo partido.

## Resultados
El Movimiento al Socialismo sufrió algunas derrotas y retrocesos en las elecciones, como las gobernaciones de La Paz, Tarija y Santa Cruz.
En las gobernaciones de Beni y Tarija ningún candidato a gobernador obtuvo la mayoría absoluta, por lo que se realizó una segunda vuelta en ambos departamentos el 3 de mayo.

### Gobernadores
|  | 41,79 % |

|  | 20,58 % |

|  | 14,73 % |

|  | 3,19 % |

|  | 3,17 % |

|  | 2,31 % |

|  | 2,23 % |

|  | 2,22 % |

|  | 1,68 % |

|  | 1,40 % |

|  | 1,17 % |

|  | 1,08 % |

|  | 1,03 % |

|  | 0,68 % |

|  | 0,63 % |

|  | 0,44 % |

|  | 0,41 % |

|  | 0,37 % |

|  | 0,28 % |

|  | 0,25 % |

|  | 0,20 % |

|  | 0,13 % |

|  | 0,02 % |

|  | 88.09 % |

|  | 6,86 % |

|  | 5,05 % |

|  | 100,00 % |

### Alcaldes
|  | 38,86 % |

|  | 8,89 % |

|  | 7,76 % |

|  | 7,62 % |

|  | 6,66 % |

|  | 4,07 % |

|  | 26,14 % |

|  | 91.62 % |

|  | 2,93 % |

|  | 5,45 % |

|  | 100,00 % |

## Elecciones Departamentales a Gobernaciones

### Gobernación de Beni
| Candidatura (Partidos y alianzas)                         | Candidatura (Partidos y alianzas) | Candidatos                 | Candidatos                 | Resultado 1ra vuelta | Resultado 1ra vuelta | Resultados 2da vuelta | Resultados 2da vuelta | Ref.    |
| Candidatura (Partidos y alianzas)                         | Candidatura (Partidos y alianzas) | Candidatos                 | Candidatos                 | Votos (%)            | Cantidad             | Votos (%)             | Cantidad              | Ref.    |
| --------------------------------------------------------- | --- | -------------------------- | -------------------------- | -------------------- | -------------------- | --------------------- | --------------------- | ------- |
|                                                           | Movimiento al Socialismo (MAS) |                            | Alex Ferrier               | 41.01 %              | 64 376               | 50.23 %               | 85 598                |         |
|                                                           | NACER Nacionalidades Autónomas por el Cambio y Empoderamiento (NACER) ListaApoyo: - Unidad Demócrata - Frente de Unidad Nacional (UN) - Movimiento Demócrata Social (MDS) |                            | Carlos Dellien Bause       | 31.35 %              | 49 214               | 49.77 %               | 84 809                | [ 7 ]   |
|                                                           | Movimiento Nacionalista Revolucionario (MNR) |                            | Sandro Giordano García     | 27.65 %              | 43 403               |                       |                       |         |
| Votos válidos                                             | Votos válidos | Votos válidos              | Votos válidos              | 85.60 %              | 156 993              | 96.00 %               | 170 407               | 170 407 |
| Votos en blanco y anulados                                | Votos en blanco y anulados | Votos en blanco y anulados | Votos en blanco y anulados | 14.40 %              | 26 422               | 4.00 %                | 7 085                 | 7 085   |
| Participación                                             | Participación | Participación              | Participación              | 100.00 %             | 183 415              | 100.00 %              | 177 492               | 177 492 |
| Electores registrados                                     | Electores registrados | Electores registrados      | Electores registrados      | 83.03 %              | 226 917              | 83.03 %               | 226 917               | 226 917 |
| Fuente: Órgano Electoral Plurinacional \| Atlas Electoral | |                            |                            |                      |                      |                       |                       |         |

### Gobernación de Chuquisaca
| Candidatura (Partidos y alianzas)                         | Candidatura (Partidos y alianzas) | Candidatos                 | Candidatos                 | Resultado 1ra vuelta | Resultado 1ra vuelta | Resultado 2da vuelta | Resultado 2da vuelta | Ref.    |
| Candidatura (Partidos y alianzas)                         | Candidatura (Partidos y alianzas) | Candidatos                 | Candidatos                 | Votos (%)            | Cantidad             | Votos (%)            | Cantidad             | Ref.    |
| --------------------------------------------------------- | --- | -------------------------- | -------------------------- | -------------------- | -------------------- | -------------------- | -------------------- | ------- |
|                                                           | Movimiento al Socialismo (MAS) |                            | Esteban Urquizu            | 48.91 %              | 116 536              | Gano la elección     | Gano la elección     | [ 8 ]   |
|                                                           | Chuquisaca Somos Todos (CST) |                            | Damián Condori             | 42.49 %              | 101 257              |                      |                      |         |
|                                                           | ACH Arriba Chuquisaca (ACH): Lista - Frente de Unidad Nacional (UN) - Movimiento Nacionalista Revolucionario (MNR) - Libertad y Democracia Renovadora (LIDER) |                            | Oscar Rodas                | 4.80 %               | 11 427               |                      |                      |         |
|                                                           | Frente Revolucionario de Izquierda (FRI) |                            | Adrián Valeriano           | 3.81 %               | 9 070                | Votos anulados       | Votos anulados       | [ 8 ]   |
| Votos válidos                                             | Votos válidos | Votos válidos              | Votos válidos              | 85.92 %              | 238 290              | 238 290              | 238 290              | 238 290 |
| Votos en blanco y anulados                                | Votos en blanco y anulados | Votos en blanco y anulados | Votos en blanco y anulados | 14.08 %              | 39 058               | 39 058               | 39 058               | 39 058  |
| Participación                                             | Participación | Participación              | Participación              | 100.00 %             | 277 348              | 277 348              | 277 348              | 277 348 |
| Electores registrados                                     | Electores registrados | Electores registrados      | Electores registrados      | 86.70 %              | 325 099              | 325 099              | 325 099              | 325 099 |
| Fuente: Órgano Electoral Plurinacional \| Atlas Electoral | |                            |                            |                      |                      |                      |                      |         |

### Gobernación de Cochabamba
| Candidatura (Partidos y alianzas)                         | Candidatura (Partidos y alianzas) | Candidatos                 | Candidatos                 | Resultado previo | Resultado previo | Ref.      |
| Candidatura (Partidos y alianzas)                         | Candidatura (Partidos y alianzas) | Candidatos                 | Candidatos                 | Votos (%)        | Cantidad         | Ref.      |
| --------------------------------------------------------- | --- | -------------------------- | -------------------------- | ---------------- | ---------------- | --------- |
|                                                           | Movimiento al Socialismo (MAS) |                            | Ivan Canelas               | 61.61 %          | 528 922          |           |
|                                                           | Demócratas |                            | Henry Paredes              | 23.03 %          | 197 747          |           |
|                                                           | UNICO UNICO: Lista - Frente de Unidad Nacional (UN) - Frente Revolucionario de Izquierda (FRI) - Unidad Cívica Solidaridad (UCS) - Libertad de Pensamiento para Bolivia (LPB) |                            | Alejandro Almaraz          | 8.96 %           | 76 907           |           |
|                                                           | Movimiento Nacionalista Revolucionario (MNR) |                            | Mauricio Muñoz             | 3.30 %           | 28 321           |           |
|                                                           | Frente Para la Victoria (FPV) |                            | Faustino Challapa          | 3.10 %           | 26 608           |           |
| Votos válidos                                             | Votos válidos | Votos válidos              | Votos válidos              | 87.65 %          | 858 505          | 858 505   |
| Votos en blanco y anulados                                | Votos en blanco y anulados | Votos en blanco y anulados | Votos en blanco y anulados | 12.34 %          | 120 942          | 120 942   |
| Participación                                             | Participación | Participación              | Participación              | 100.00 %         | 979 447          | 979 447   |
| Electores registrados                                     | Electores registrados | Electores registrados      | Electores registrados      | 87.20 %          | 1 137 624        | 1 137 624 |
| Fuente: Órgano Electoral Plurinacional \| Atlas Electoral | |                            |                            |                  |                  |           |

### Gobernación de La Paz
| Candidatura (Partidos y alianzas)                         | Candidatura (Partidos y alianzas)                                                   | Candidatos                 | Candidatos                 | Resultado previo | Resultado previo | Ref.      |
| Candidatura (Partidos y alianzas)                         | Candidatura (Partidos y alianzas)                                                   | Candidatos                 | Candidatos                 | Votos (%)        | Cantidad         | Ref.      |
| --------------------------------------------------------- | ----------------------------------------------------------------------------------- | -------------------------- | -------------------------- | ---------------- | ---------------- | --------- |
|                                                           | Soberania y Libertad para Bolivia (SOL.Bo) Lista - Integración Para el Cambio (IPC) |                            | Félix Patzi                | 50.09 %          | 673 244          |           |
|                                                           | Movimiento al Socialismo (MAS)                                                      |                            | Felipa Huanca              | 30.68 %          | 412 385          |           |
|                                                           | Unidad Nacional (UN)                                                                |                            | Elizabeth Reyes            | 8.07 %           | 106 509          |           |
|                                                           | MPS Movimiento por la Soberanía                                                     |                            | Felipe Quispe              | 4.76 %           | 63 941           |           |
|                                                           | Frente Para la Victoria (FPV)                                                       |                            | David Vargas               | 3.91 %           | 52 527           |           |
|                                                           | ASP Alianza Social Patriótica                                                       |                            | Julio Tito                 | 1.38 %           | 18 513           |           |
|                                                           | Movimiento Nacionalista Revolucionario (MNR)                                        |                            | Hugo Sandoval              | 1.11 %           | 14 886           |           |
| Votos válidos                                             | Votos válidos                                                                       | Votos válidos              | Votos válidos              | 89.32 %          | 1 343 985        | 1 343 985 |
| Votos en blanco y anulados                                | Votos en blanco y anulados                                                          | Votos en blanco y anulados | Votos en blanco y anulados | 10.67 %          | 160 692          | 160 692   |
| Participación                                             | Participación                                                                       | Participación              | Participación              | 100.00 %         | 1 504 677        | 1 504 677 |
| Electores registrados                                     | Electores registrados                                                               | Electores registrados      | Electores registrados      | 89.07 %          | 1 700 216        | 1 700 216 |
| Fuente: Órgano Electoral Plurinacional \| Atlas Electoral |                                                                                     |                            |                            |                  |                  |           |

### Gobernación de Oruro
| Candidatura (Partidos y alianzas)                         | Candidatura (Partidos y alianzas)      | Candidatos                 | Candidatos                 | Resultado previo | Resultado previo | Ref.    |
| Candidatura (Partidos y alianzas)                         | Candidatura (Partidos y alianzas)      | Candidatos                 | Candidatos                 | Votos (%)        | Cantidad         | Ref.    |
| --------------------------------------------------------- | -------------------------------------- | -------------------------- | -------------------------- | ---------------- | ---------------- | ------- |
|                                                           | Movimiento al Socialismo               |                            | Víctor Hugo Vásquez        | 57.65 %          | 121 850          |         |
|                                                           | PP Participación Popular               |                            | Édgar Sánchez              | 13.58 %          | 28 700           |         |
|                                                           | Unidad Cívica Solidaridad              |                            | Filiberto Escalante        | 9.48 %           | 20 042           |         |
|                                                           | Unidad Nacional                        |                            | Carlos Soto                | 7.64 %           | 16 144           |         |
|                                                           | Demócratas                             |                            | Henry Ramírez              | 7.62 %           | 16 110           |         |
|                                                           | Movimiento Nacionalista Revolucionario |                            | Guido Molina               | 4.03 %           | 8 512            |         |
| Votos válidos                                             | Votos válidos                          | Votos válidos              | Votos válidos              | 81.65 %          | 211 358          | 211 358 |
| Votos en blanco y anulados                                | Votos en blanco y anulados             | Votos en blanco y anulados | Votos en blanco y anulados | 18.35 %          | 47 495           | 47 495  |
| Participación                                             | Participación                          | Participación              | Participación              | 100.00 %         | 258 853          | 258 853 |
| Electores registrados                                     | Electores registrados                  | Electores registrados      | Electores registrados      | 87.46 %          | 297 013          | 297 013 |
| Fuente: Órgano Electoral Plurinacional \| Atlas Electoral |                                        |                            |                            |                  |                  |         |

### Gobernación de Santa Cruz
| Candidatura (partidos, agrupaciones y alianzas)           | Candidatura (partidos, agrupaciones y alianzas) | Candidatos                 | Candidatos                 | Resultado previo | Resultado previo | Ref.      |
| Candidatura (partidos, agrupaciones y alianzas)           | Candidatura (partidos, agrupaciones y alianzas) | Candidatos                 | Candidatos                 | Votos (%)        | Cantidad         | Ref.      |
| --------------------------------------------------------- | ----------------------------------------------- | -------------------------- | -------------------------- | ---------------- | ---------------- | --------- |
|                                                           | Demócratas                                      | {{{descripción}}}          | Rubén Costas               | 59.44 %          | 724 861          |           |
|                                                           | Movimiento al Socialismo                        |                            | Rolando Borda              | 31.80 %          | 387 841          |           |
|                                                           | NPC Nuevo Poder Ciudadano                       |                            | Germán Antelo              | 3.26 %           | 47 220           |           |
|                                                           | Movimiento Nacionalista Revolucionario          |                            | Michiaki Nagatani          | 2.99 %           | 36 473           |           |
|                                                           | FE Fuerza y Esperanza                           |                            | Alejandro Colanzi          | 1.40 %           | 17 082           |           |
|                                                           | Frente Para la Victoria                         |                            | Ruben Ardaya               | 0.50 %           | 6 024            |           |
| Votos válidos                                             | Votos válidos                                   | Votos válidos              | Votos válidos              | 93.53 %          | 1 229 541        | 1 229 541 |
| Votos en blanco y anulados                                | Votos en blanco y anulados                      | Votos en blanco y anulados | Votos en blanco y anulados | 6.47 %           | 85 022           | 85 022    |
| Participación                                             | Participación                                   | Participación              | Participación              | 100.00 %         | 1 314 563        | 1 314 563 |
| Electores registrados                                     | Electores registrados                           | Electores registrados      | Electores registrados      | 85.91 %          | 1 557 979        | 1 557 979 |
| Fuente: Órgano Electoral Plurinacional \| Atlas Electoral |                                                 |                            |                            |                  |                  |           |

### Gobernación de Tarija
| Candidatura (partidos, agrupaciones y alianzas)           | Candidatura (partidos, agrupaciones y alianzas) | Candidatos                 | Candidatos                 | Resultado 1° vuelta | Resultado 1° vuelta | Resultado 2° vuelta | Resultado 2° vuelta | Ref.    |
| Candidatura (partidos, agrupaciones y alianzas)           | Candidatura (partidos, agrupaciones y alianzas) | Candidatos                 | Candidatos                 | Votos (%)           | Cantidad            | Votos (%)           | Cantidad            | Ref.    |
| --------------------------------------------------------- | --- | -------------------------- | -------------------------- | ------------------- | ------------------- | ------------------- | ------------------- | ------- |
|                                                           | Unidad Departamental Autonomista Ver lista - Vanguardia Integración (VI) - Frente Revolucionario de Izquierda (FRI) - Movimiento Nacionalista Revolucionario (MNR) - Unidad Nacional (UN) - Camino Democrático para el Cambio (CDC) - Talego - Iyambae - Unidad y Desarrollo (UD) - Frente Esperanza (Fe) - Frente Agropecuario Unido (FAU) | {{{descripción}}}          | Adrián Oliva Alcázar       | 45.44 %             | 105 391             | 60.69 %             | 152 387             | [ 9 ]   |
|                                                           | Movimiento al Socialismo |                            | Pablo Canedo               | 36.17 %             | 83 891              | 39.31 %             | 98 692              |         |
|                                                           | TPT Tarija Para Todos |                            | Freddy Flores              | 13.50 %             | 31 310              |                     |                     |         |
|                                                           | Integración, Seguridad y Autonomía |                            | Hilda Flores               | 2.49 %              | 5 768               |                     |                     |         |
|                                                           | Frente Para la Victoria |                            | Aluida Vilte               | 1.72 %              | 3 989               |                     |                     |         |
|                                                           | Movimiento Demócrata Social |                            | Luisa Díaz                 | 0.68 %              | 1 568               |                     |                     |         |
| Votos válidos                                             | Votos válidos | Votos válidos              | Votos válidos              | 84.08 %             | 231 917             | 94.83 %             | 251 079             | 251 079 |
| Votos en blanco y anulados                                | Votos en blanco y anulados | Votos en blanco y anulados | Votos en blanco y anulados | 15.92 %             | 43 803              | 5.17 %              | 13 689              | 13 689  |
| Participación                                             | Participación | Participación              | Participación              | 100.00 %            | 275 820             | 100.00 %            | 264 768             | 264 768 |
| Electores registrados                                     | Electores registrados | Electores registrados      | Electores registrados      | 85.01 %             | 327 820             | 80.77 %             | 327 820             | 327 820 |
| Fuente: Órgano Electoral Plurinacional \| Atlas Electoral | |                            |                            |                     |                     |                     |                     |         |